# Liste der Stolpersteine in West Betuwe

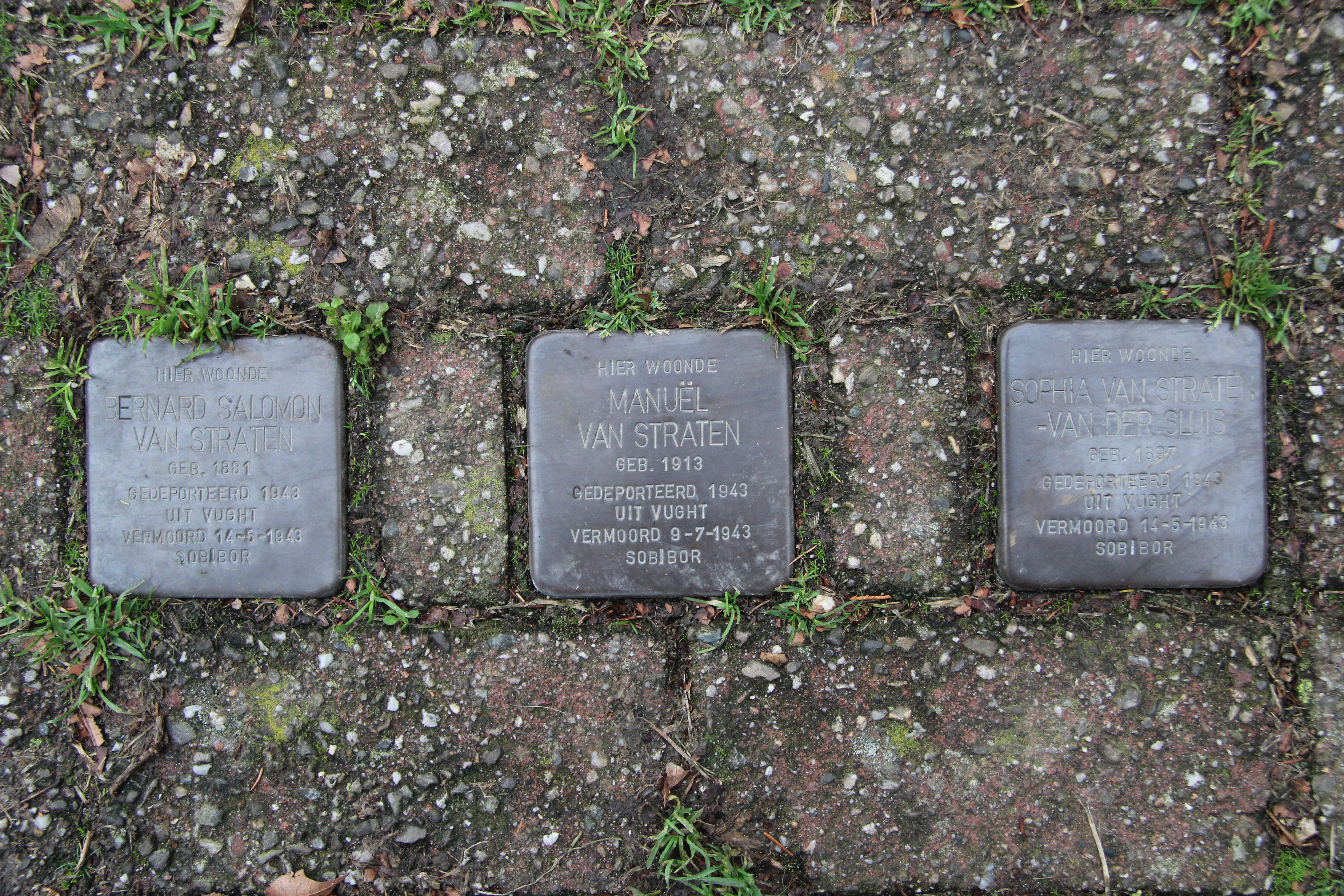
Drei der sechs Stolpersteine von Herwijnen

Die Liste der Stolpersteine in West Betuwe umfasst die Stolpersteine, die vom deutschen Künstler Gunter Demnig in West Betuwe verlegt wurden, einer Gemeinde im Süden der niederländischen Provinz Gelderland. Stolpersteine sind Opfern des Nationalsozialismus gewidmet, all jenen, die vom NS-Regime drangsaliert, deportiert, ermordet, in die Emigration oder in den Suizid getrieben wurden. Demnig verlegt für jedes Opfer einen eigenen Stein, im Regelfall vor dem letzten selbst gewählten Wohnsitz.
Die ersten Verlegungen in dieser Gemeinde fanden am 6. August 2010 in Ophemert statt.

## Verlegte Stolpersteine
Bislang wurden im Gemeindegebiet zwölf Stolpersteine verlegt. (Stand Oktober 2021)

### Beesd
In der Ortschaft Beesd wurden zwei Stolpersteine an einer Anschrift verlegt.
| Stolperstein | Übersetzung                                                                              | Verlegort            | Name, Leben                     |
| ------------ | ---------------------------------------------------------------------------------------- | -------------------- | ------------------------------- |
|              | IN BEESD WOHNTE HENRI VAN STRAATEN GEB. 1882 INTERNIERT IN WESTERBORG ERMORDET 13.1.1944 | Beesd, Voorstraat 93 | Henri van Straaten (1882–1944)  |
|              | IN BEESD WOHNTE SAMUËL VAN STRAATEN GEB. 1862 DEPORTIERT 1943 ERMORDET 15.5.1943 SOBIBOR | Beesd, Voorstraat 93 | Samuël van Straaten (1862–1943) |

### Herwijnen
Herwijnen war bis 1986 eine eigenständige Gemeinde, zählte danach bis 2018 zu Lingewaal und ab 2019 zur neuen Großgemeinde West Betuwe. In Herwijnen wurden sechs Stolpersteine an zwei Anschriften verlegt.
| Stolperstein | Übersetzung                                                                                                   | Verlegort                 | Name, Leben                                    |
| ------------ | --- | ------------------------- | ---------------------------------------------- |
|              | HIER WOHNTE BERNARD SALOMON VAN STRAATEN GEB. 1881 DEPORTIERT 1943 AUS VUGHT ERMORDET 14.5.1943 SOBIBOR       | Herwijnen, Molenstraat 10 | Bernard Salomon van Straaten (1881–1943)       |
|              | HIER WOHNTE MANUËL VAN STRAATEN GEB. 1913 DEPORTIERT 1943 AUS VUGHT ERMORDET 9.7.1943 SOBIBOR                 | Herwijnen, Molenstraat 10 | Manuël van Straaten (1913–1943)                |
|              | HIER WOHNTE MANUËL VAN STRAATEN GEB. 1930 DEPORTIERT 1943 AUS VUGHT ERMORDET 28.5.1943 SOBIBOR                | Herwijnen, Waaldijk 44    | Manuël van Straaten (1930–1943)                |
|              | HIER WOHNTE MOZES VAN STRAATEN GEB. 1891 DEPORTIERT 1943 ERMORDET 28.5.1943 SOBIBOR                           | Herwijnen, Waaldijk 44    | Mozes van Straaten (1891–1943)                 |
|              | HIER WOHNTE JEANETTE VAN STRAATEN- BLIJDENSTIJN GEB. 1892 DEPORTIERT 1943 ERMORDET 28.5.1943 SOBIBOR          | Herwijnen, Waaldijk 44    | Jeanette van Straaten-Blijdenstijn (1892–1943) |
|              | HIER WOHNTE SOPHIA VAN STRAATEN- VAN DER SLUIS GEB. 1913 DEPORTIERT 1897 AUS VUGHT ERMORDET 14.5.1943 SOBIBOR | Herwijnen, Molenstraat 10 | Sophia van Straten-van der Sluis (1897–1943)   |

### Ophemert
Im Dorf Ophemert wurden vier Steine an einer Anschrift verlegt. Im April 1943 wurden sechs Mitglieder der Familie Kalker deportiert. Zwei Töchter kehrten zurück. Zum Zeitpunkt der Stolpersteinverlegung am 6. August 2010 lebte die ältere von beiden nach wie vor im Haus der Familie. Die Steine wurden in den Hinterhof gelegt, nahe dem Deich. Die überlebt habende Frau war bei der Verlegung anwesend.
| Stolperstein | Übersetzung                                                                               | Verlegort                 | Name, Leben                              |
| ------------ | ----------------------------------------------------------------------------------------- | ------------------------- | ---------------------------------------- |
|              | HIER WOHNTE ANTJE JEANETTE KALKER GEB. 1929 DEPORTIERT 1943 SOBIBOR ERMORDET 1943         | Ophemert, Waalbandijk 15a | Antje Jeanette Kalker (1929–1943)        |
|              | HIER WOHNTE IZAAK KALKER GEB. 1883 DEPORTIERT 1943 SOBIBOR ERMORDET 1943                  | Ophemert, Waalbandijk 15a | Izaäk Kalker (1883–1943)                 |
|              | HIER WOHNTE MOZES LEVIE KALKER GEB. 1926 DEPORTIERT 1943 SOBIBOR ERMORDET 1943            | Ophemert, Waalbandijk 15a | Mozes Levie Kalker (1926–1943)           |
|              | HIER WOHNTE MARIA KALKER- VAN BLIJDESTIJN GEB. 1890 DEPORTIERT 1943 SOBIBOR ERMORDET 1943 | Ophemert, Waalbandijk 15a | Maria Kalker-van Blijdestijn (1890–1943) |

## Verlegedaten
- 6. August 2010: Ophemert
- 4. Oktober 2013: Herwijnen
- 11. August 2017: Beesd